# لويد همفريز
لويد همفريز (بالإنجليزية: Lloyd Humphreys)‏ هو عالم نفس أمريكي، ولد في 12 ديسمبر 1913، وتوفي في 7 سبتمبر 2003.